# Абрамян, Фурман Варосович
Фурман Варо́сович Абрамя́н (арм. Ֆուրման Աբրահամյան; 19 марта 1943, Ленинакан — 5 августа 1972, Севанский перевал) — советский футболист, защитник. Мастер спорта СССР (1967). Брат Алёши Абрамяна.

## Карьера игрока
Как и брат — Алёша Абрамян, Фурман дебютировал в составе «Арарата» в 1966 году. Первый сезон играл в качестве «волнореза» — впереди линии обороны и забил 2 гола с дальних дистанций. Затем играл на позиции «стоппера», часто персонально опекал центрфорвардов, но не потерял вкус к атакам и продолжал забивать издали. Многим особенно памятен гол, забитый Фурманом с 30 метров вратарю киевского «Динамо» Евгению Рудакову в 1972 году. Погиб в автомобильной катастрофе на Севанском перевале. В высшей лиге чемпионата СССР провёл 180 матчей, забил 7 голов.

## Достижения
«Арарат» (Ереван)
- Серебряный призёр чемпионата СССР: 1971